# Армия Советской Латвии (РККА)
Армия Советской Латвии (латыш. Padomju Latvijas armija) — оперативно-тактическое объединение РККА, сформированное во время Гражданской войны в России.

## Формирование

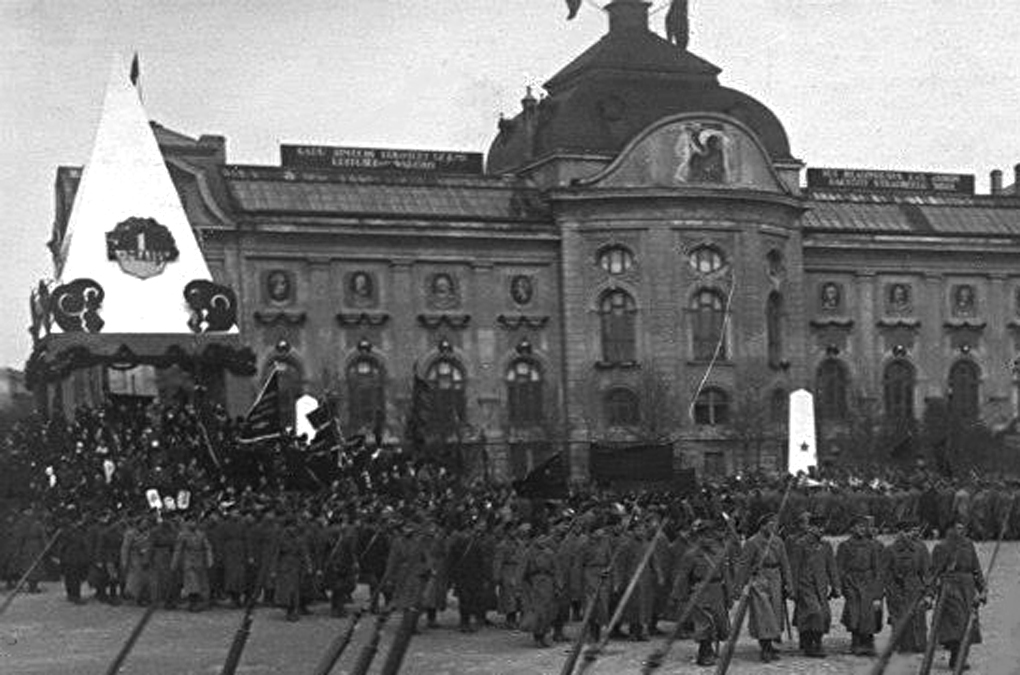
Солдаты армии Советской Латвии на параде 1 мая 1919 года в Риге

Директивой Главкома № 436/ш от 8 декабря 1918 года была создана Армейская группа войск Латвии в составе Западной армии. В соответствии с директивой Главкома № 539/ш от 27 декабря 1918 года группа приказом войскам Северного фронта № 0752 от 29 декабря 1918 года включалась в состав 7-й армии.
Постановлением РВСР от 4 января 1919 года группа войск Латвии реорганизована в Армию Советской Латвии, директивой Главкома № 606/ш от 5 января 1919 года она подчинялась непосредственно Главкому.
Директивой Главкома № 578/оп 771/ш от 6 февраля 1919 года армия в оперативном отношении была подчинена командованию Северного фронта, а с 19 февраля 1919 года вошла в состав вновь образованного Западного фронта (директива Главкома № 795/ш от 12 февраля 1919 года).
Директивой Главкома № 2188/оп от 7 июня 1919 года Армия Советской Латвии была переименована в 15-ю армию (РСФСР).
Штаб армии дислоцировался в Двинске.

## Состав
В состав армии входили:
- управление (штаб)
- 1-я стрелковая дивизия Армии Советской Латвии (январь—июнь 1919)
- Особая интернациональная дивизия (с 12 февраля 1919 года — 2-я стрелковая дивизия Армии Советской Латвии) (январь—июнь 1919)
- 2-я Новгородская стрелковая дивизия (январь 1919)
- Литовская стрелковая дивизия (май 1919)
- Алуксненская (Мариенбургская) группа войск (май—июнь 1919)

## Боевые действия
Сформированная сразу же после занятия советскими войсками Риги, армия в течение января продолжала наступательную операцию на территории Латвии против белогвардейцев, германских войск и армии Латвийской республики. К концу января войска Латвийской ССР овладели всей территорией Латвии, за исключением района Либавы. С февраля 1919 года советские войска перешли к обороне, причём Армии Советской Латвии пришлось вести бои и против эстонской армии, выделяя на свой правый фланг значительные силы. Это объяснялось неудачами советской Эстляндской армии в боях с войсками эстонского Временного правительства в феврале 1919 года.
В связи с изданием декрета ВЦИК от 1 июня 1919 года «Об объединении советских республик России, Украины, Латвии, Литвы и Белоруссии для борьбы с международным империализмом» Армия Советской Латвии вошла в состав Красной армии и получила общероссийский номер 15.

## Командный состав
Командующие
- 06.01.1919 — 10.03.1919 Вацетис, Иоаким Иоакимович
- 10.03.1919 — 07.06.1919 Славен, Пётр Антонович

Члены РВС
- 06.01.1919 — 31.05.1919 Авен, Пётр Яковлевич (зам. командующего)
- 12.01.1919 — 07.06.1919 Дауман, Анс Эрнестович
- 12.01.1919 — 10.03.1919 Пече, Ян Яковлевич
- 21.01.1919 — 10.03.1919 Стигга, Оскар Ансович
- 22.02.1919 — 10.03.1919 Тупин, Я. Я.
- 15.03.1919 — 31.05.1919 Баузе, Роберт Петрович
- 15.03.1919 — 07.06.1919 Данишевский, Карл Юлий Христианович (председатель РВС)
- 15.03.1919 — 07.06.1919 Петерсон, Карл Андреевич
- 9.04.1919 — 20.02.1920 Ленцман, Ян Давидович
- 9.04.1919 — 22.06.1919 Межин, Юрий Юрьевич
- 22.06.1919 — 23.09.1919 Васильев-Южин, Михаил Иванович
- 4.06.1920 — 20.06.1920 Мехоношин, Константин Александрович
- 9.06.1920 — 26.09.1920  Розенгольц, Аркадий Павлович
- 5.07.1920 — 26.09.1920 Нацаренус, Сергей Петрович
- 19.06.1919 — 05.07.1920 Тихменев, Николай Сергеевич
- 29.08.1920 — 26.12.1920 Лашевич, Михаил Михайлович
- 10.11.1920 — 26.12.1920 Весник, Яков Ильич

Начальник штаба:
- 06.01.1919 — 07.06.1919 Майгур, Парфений Матвеевич